# Hirsisaari (ö i Birkaland, Tammerfors, lat 61,39, long 23,45)
Hirsisaari är en ö i Finland. Den ligger i sjön Pyhäjärvi och i kommunen Nokia i den ekonomiska regionen Tammerfors och landskapet Birkaland, i den södra delen av landet, 160 km nordväst om huvudstaden Helsingfors. Öns area är 1,3 hektar och dess största längd är 230 meter i sydöst-nordvästlig riktning.